# Jaime Berenguer
Jaime Berenguer Amenós (în catalană Jaume Berenguer i Amenós, n. 1915, Passanant i Belltall⁠(d), Catalonia, Spania – d. 1974, Barcelona, Catalonia, Spania) a fost un elenist, scriitor, profesor și traducător spaniol. 
A absolvit studii de filologie și a fost profesor la Universitatea din Barcelona și la Universitatea Autonomă din Barcelona. Opera sa cea mai importantă este Gramática griega, o carte care este utilizat de către studenți și eleniști până în zilele noastre. A colaboratcu traduceri pentru Fundația Bernat Metge din 1954 până în 1964 până când el a fost ales pentru a ocupa postul pe care Joan Petit îl lăsase vacant. Pentru fundație, el a tradus primele cinci cărți din Războiul Peloponesiac al lui Tucidide, o sarcină care i-a luat mai mult de 20 de ani. A mai tradus, în afara fundației, texte scrise de Longus, Herodot, Platon, Xenofon, Homer și Nikos Kazantzakis; textele primilor au fost traduse din greaca veche, în timp ce textele ultimului au fost traduse din greaca modernă. 